# 反对数
反对数（英語：Anti-logarithm）是对数函数的反函数， 写作antilogb(n)或log−1b(n)，与bn意义实际上相同。数学用表中一般有反对数表，用来求以10为底的反对数，即求10的n次方。
有时候“反对数”也指对数中的真数。

## 參看
- 指数函数